# Gogs (software)

Gogs (Go Git Service) é uma forja multiplataforma baseada em git escrita em Go. Trata-se de um software livre, baixo licença MIT.  
Go é ligeiro e que pode funcionar sobre mapa ARM, o que faz que está adaptado ao auto-alojamento. Gogs tem uma interface site similar à de GitHub.
O projeto é carregado no GIT para que todos possam vê-lo.

## Funcionalidades
Gogs permite :
- Gerir repositórios Git bem como seus utentes e direitos de acessos aos mesmos.
- Trabalhar de maneira colaborativa em repositórios privados.
- Autenticação de dois factores e conexão a LDAP.
- Gerir o acesso por ramo a repositórios.
- Efectuar exames de código e reforçar a colaboração com solicitações de fusion.
- Ferramenta de relatório de bug.
- Criar repositórios  espelhos.

## Instalação
A forma mas simples de instalar é por binário. Pode aceder à mesma aqui. Todas as descargas vêm com suporte para bancos de dados MySQL , PostgreSQL,  MSSQL  e TiDB (via protocolo MySQL).

#### Passos
- Baixe o instalador
- Extrair o arquivo.
- Executar cd ao diretório criado.
- Executar ./gogs site e já estas pronto.